# Mikael Appelgren (kézilabdázó)
Mikael Appelgren (Uddevalla, 1989. szeptember 6. –) Európa-bajnoki ezüstérmes svéd válogatott kézilabdázó, a Rhein-Neckar Löwen játékosa.

## Pályafutása

### Klubcsapatban
Appelgren 2009-ben csatlakozott az IFK Skövde csapatához, azelőtt a Kroppskultur együttesében nevelkedett. A 2011-2012-es szezonban a svéd bajnokság legjobb kapusának választották és bekerült az All-Star csapatba. 2012 nyarán a német Bundesligában szereplő MT Melsungen játékosa lett. 2015 nyarán országon belül váltott csapatot és a Rhein-Neckar Löwenhez igazolt, akikkel 2016-ban és 2017-ben bajnokságot, 2018-ban pedig Német Kupát nyert. 

### A válogatottban
2011. június 12-én, Izrael ellen mutatkozott be a svéd válogatottban. Részt vett a 2016-os riói olimpián. A Horvátországban rendezett 2018-as Európa-bajnokságon ezüstérmes lett a nemzeti csapattal.

## Sikerei, díjai
Rhein-Neckar-Löwen
- Német bajnok: 2015–16, 2016–17
- Német Kupa-győztes: 2017–18
- Német Szuperkupa-győztes: 2016, 2017, 2018